# معركة السوم الثانية
معركة السوم الثانية هي إحدى معارك الحرب العالمية الأولى وكانت من ضمن معارك الجبهة الغربية، وكانت بين القوات الإمبراطورية الألمانية وجيوش الحلفاء، بدأت المعركة في 21 أغسطس من عام 1918 وأنتهت في 3 سبتمبر من نفس العام بإنتصار قوات الحلفاء.
تعد هذه المعركة مهمة لعدة أسباب، فقد كانت من أولى المعارك التي بدأت بعد فترة من الهدوء الذي حدث من أجل إعادة الإمداد والتشكيل بين الأطراف المتحاربة، وأهم سمة لهذه المعركة كانت أنها مهدت الطريق لقوات الحلفاء للتقدم أكثر خلال هجوم المئة يوم بعد فشل عملية مايكل الألمانية التي أوقفت التقدم الألماني ومهدت الطريق لمعركة السوم الثانية لإزالة خطر الألمان.